# 新庚申塚停留場
新庚申塚停留場（しんこうしんづかていりゅうじょう）は、東京都豊島区西巣鴨三丁目にある東京都交通局都電荒川線（東京さくらトラム）の停留場である。駅番号はSA 20。

## 歴史
当停留場は1911年（明治44年）8月20日の王子電気軌道開業当時には設置されていなかった。1927年（昭和2年）から1931年（昭和6年）にかけて行われた中山道（国道17号）新道整備に伴い、1929年（昭和4年）に新道との交差点に接する形で開設された。
- 1929年（昭和4年）
  - 4月19日：東京市電板橋線の巣鴨車庫 - 西巣鴨町間開業に伴い、庚申塚停留場として設置される。
  - 5月27日：王子電気軌道により板橋新道停留場が開業[3]。
- 1930年（昭和5年）3月：東京市電および王子電気軌道の停留場が新庚申塚停留場に改称される[3]。
- 1942年（昭和17年）2月1日：王子電気軌道の事業が東京市に譲渡されたことにより、東京市電板橋線および滝野川線の停留場となる。
- 1944年（昭和19年）：戦時体制により滝野川線の営業を休止[4]。
- 1946年（昭和21年）7月10日：滝野川線の営業を再開[5]。
- 1966年（昭和41年）5月29日：板橋線の区間廃止に伴い、滝野川線（現・荒川線）単独の停留場となる。

## 停留場構造
相対式ホーム2面2線を有する地上駅である。白山通りを挟んで、三ノ輪橋方面のホームは西側、早稲田方面のホームは東側に位置している。
| 乗車ホーム | 路線                            | 方向 | 行先         |
| ---------- | ------------------------------- | ---- | ------------ |
| 西側       | 都電荒川線 （東京さくらトラム） | 上り | 三ノ輪橋方面 |
| 東側       | 都電荒川線 （東京さくらトラム） | 下り | 早稲田方面   |

## 周辺
設置の経緯から、国道17号（白山通り）にまたがるように位置し、停留所すぐ南の交差点で白山通りに北東からお岩通りが、南から栄和通りが交わる。お岩通りや栄和通りはかつて商店街となっており、商店会も存在するが、マンションやアパートへの建て替えが進み、住宅地としての趣を強めている。
白山通りを北西に約250 m行ったところに都営地下鉄三田線西巣鴨駅があり、乗換駅として案内されている。
お岩通りを北西に行ったところに、「東海道四谷怪談」で知られる「お岩」の墓のある妙行寺がある。
停留場名に含まれる庚申塚は栄和通りを南に行った、隣の庚申塚停留場の近くにある。

## バス路線
最寄りのバス停留所は、白山通り上にある新庚申塚停留所である。都営バスの以下の系統が運行されている。のりば番号は北行きが6番、南行きが7番となっているが、これは1 - 3番を西巣鴨停留所、4番を都電三ノ輪橋方面ホーム、5番を都電早稲田方面ホームに割り振っているためである（都電ホームに都営バスののりば番号が振られるケースは唯一）。
- 草63：池袋駅東口行 / 浅草寿町行・とげぬき地蔵前行
- 草63-2：東池袋一丁目行 / とげぬき地蔵前行
- 草64：浅草雷門南行 / とげぬき地蔵前行（浅草雷門南行は朝のみ、とげぬき地蔵前行は夜のみ）

## 隣の停留場
東京都交通局
 都電荒川線（東京さくらトラム）
西ヶ原四丁目停留場 (SA 19) - 新庚申塚停留場 (SA 20) - 庚申塚停留場 (SA 21)

### かつて存在していた路線
東京都交通局
都電板橋線
西巣鴨停留場 - 新庚申塚停留場 - 巣鴨四丁目停留場